# Felix Blocher
Felix Blocher (* 20. März 1956 in Basel) ist ein schweizerischer Vorderasiatischer Archäologe.
Blocher absolvierte 1975 die Matura am Humanistischen Gymnasium Basel. Er studierte von 1975 bis 1980 Vorderasiatische Archäologie, Ägyptologie und Klassische Archäologie an der Universität Basel und schloss 1979 mit dem Lizenziat ab. Von 1980 bis 1985 studierte er Vorderasiatische Archäologie, Assyriologie und Klassische Archäologie an der Universität München, wo er 1985 auch promoviert wurde. Nach einer kurzzeitigen Beschäftigung als wissenschaftliche Hilfskraft am Institut für Assyriologie und Hethitologie erhielt er von 1986 bis 1989 ein Postdoktoranden-Stipendium der Deutschen Forschungsgemeinschaft zum Thema Siegelabrollungen auf frühaltbabylonischen Tontafeln.
Anschließend war er bis 1995 an der Universität Heidelberg wissenschaftlicher Assistent am Institut für Ur- und Frühgeschichte und Vorderasiatische Archäologie. Nach seiner Habilitation war er ebenda Hochschuldozent. 1998 war er unter Dittmar Machule stellvertretender Leiter der Ausgrabungen in Tall Mumbaqat.
Nach einer Vertretung der Professur wurde er 2001 an die Universität Halle-Wittenberg als Professor für Vorderorientalischen Archäologie berufen. Mit Ende des Sommersemesters 2022 wurde er emeritiert, die Professur wird nicht nachbesetzt.

## Schriften (Auswahl)
- Der Bronzekopf von Ninive. Herkunft, Geschichte und Bedeutung einer altmesopotanischen Haartracht. Lizenziatsarbeit, Universität Basel, 1979
- Untersuchungen zum Motiv der nackten Frau in der altbabylonischen Zeit (= Münchner Vorderasiatische Studien. Band 4). Profil-Verlag, München 1987, ISBN 3-89019-185-1 (zugleich Dissertation, Universität München, 1985).
- Siegelabrollungen auf frühaltbabylonischen Tontafeln in der Yale Babylonian Collection. Ein Katalog. Profil-Verlag, München/Wien 1992, ISBN 3-89019-310-2.
- Siegelabrollungen auf frühaltbabylonischen Tontafeln im British Museum. Ein Katalog. Profil-Verlag, München/Wien 1992, ISBN 3-89019-311-0.